# Poecilus zaballosi
Poecilus zaballosi is een keversoort uit de familie van de loopkevers (Carabidae). De wetenschappelijke naam van de soort is voor het eerst geldig gepubliceerd in 1996 door Jeanne & Ruiz-Tapiador.